# Pomorska bitka u Bengalskom zaljevu
Nakon što je završila bitka za Singapur i nakon što je Japanska mornarica porazila združene savezničke mornarice u Javanskom moru, odlučeno je da japanski nosači zrakoplova napadnu zapadne obale Bengalskog zaljeva. Za taj napad Japanci su odlučili podijeliti svoje pomorske snage u dva dijela. Prvom skupinom zapovijedao je admiral Čujiči Nagumo i imala je 5 nosača zrakoplova s pratećim bojnim brodovima, krstaricama i razaračima. Nagumo je imao zadatak uništiti britanske pomorske snage ako bi one odlučile pružiti otpor. Zapovjedništvo nad drugom skupinom imao je admiral Jisaburo Ozava koji je dakako imao manje brodova i tek jedan nosač zrakoplova. Njegov je zadatak bio uništavanje trgovačkih brodova. Japanci su sveukupno imali oko 300 zrakoplova na tim nosačima.
Britanci su se ovim impozantnim snagama odlučili suprotstaviti zastarjelim brodovljem koje je uključivalo tri nosača zrakoplova, 5 bojnih brodova i pet krstarica. Britanskim pomorskim snagama zapovijedao je admiral James Somerville. 
Operacije su započele početkom travnja 1942. godine i Japanci su potpuno nadvladali Britance. Ozawa je potopio 23 trgovačka broda, a japanske podmornice također su potopile na desetke britanskih brodova. Nagumo je vješto koristeći svoju nadmoć u kvaliteti zrakoplova i pilota potopio 5. travnja krstarice Cornwall i Dorteshire. Također je napao luke na Šri Lanki (otoku koji se tada nazivao Ceylon) te su u zračnim borbama Britanci izgubili 27 zrakoplova dok su Japanci ostali bez 9 zrakoplova. 9. travnja potopljeni su stari britanski nosač zrakoplova Hermes i razarač Vampire. Nakon toga su se Japanci povukli, a povukla se i britanska mornarica koja je uvidjela da se ne može suprotstaviti takvoj sili. Japanci su sveukupno izgubili samo 17 zrakoplova i niti jedan brod.
Posljedice bitke bile su goleme. Britanska mornarica se nije upuštala u borbe s japanskom sve dok SAD nije uništio veći dio japanskih pomorskih i zračnih snaga. Također je Britanija izvršila invaziju na Madagaskar gdje su se nalazile snage višijske Francuske bojeći se da taj otok ne zauzmu Japanci. Pomorska prevlast Britanaca na svjetskim morima tako je završila: na Atlantiku su je ozbiljno ugrožavale njemačke podmornice, a na Dalekom istoku japanska mornarica i zrakoplovstvo.

## Vanjske poveznice
Sestrinski projekti
|  | Zajednički poslužitelj ima stranicu o temi Pomorska bitka u Bengalskom zaljevu    |
|  | Zajednički poslužitelj ima još gradiva o temi Pomorska bitka u Bengalskom zaljevu |